# Koh Russey
Pour les articles homonymes, voir KOH (homonymie).
Au sein du golfe de Thaïlande, Koh Russey également appelée l' « île des Bambous » (du khmer : កោះឬស្សី), est une île de l’archipel de Koh Rong essentiellement constitué d’îles vierges et de plages sauvages. 

## Géographie
Localisée à environ 4,5 km au large de la côte de ville de Sihanoukville au Cambodge du Sud, l'île de Koh Russey est administrée par le district de Prey Nob, quartier de la province de Sihanoukville.

## Histoire
Durant de nombreuses années, Koh Russey a exclusivement servi d'avant-poste à la Marine cambodgienne. Cependant, le développement croissant et le nombre de touristes évoluant à Sihanoukville, l'activité touristique s'est accentuée sur l'île. La société d'investissements Citystar y a développé un projet de construction de villas et un hôtel de luxe.[pertinence contestée]